# Râul Zoii
Râul Zoii este un curs de apă, afluent al râului Sacovăț. 